# Schwalbach (Adelsgeschlecht)
Die Familie von Schwalbach ist ein rheinländisch-hessisches Adelsgeschlecht aus dem Stand der Reichsritterschaft. Sie stammt aus Schwalbach, heute ein Ortsteil der Gemeinde Schöffengrund südlich von Wetzlar. Sie ist zu unterscheiden von der mit ihr nicht verwandten Familie der Vögte von Schwalbach aus Schwalbach am Taunus (auch: Schwalbach von Niederhofheim, Schwalbach von Boppard), die drei Schwalben im Wappen führen. Mit der Familie Rode von Burgschwalbach ist die Familie von Schwalbach mehrfach verschwägert, aber nicht stammesverwandt.

Wappen des Deutschordenskomturs Volprecht von Schwalbach, 1563

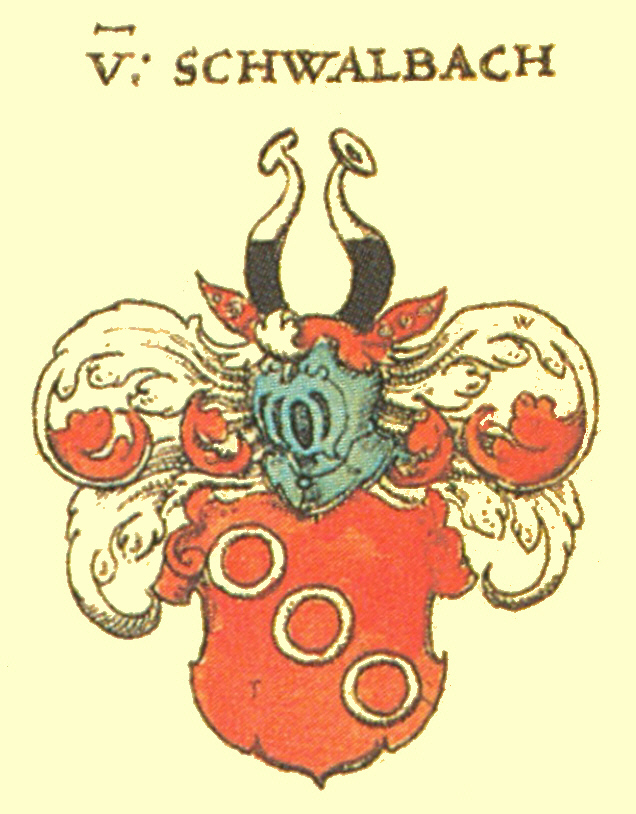
Wappen der Familie Schwalbach nach Siebmacher

## Geschichte
Die Linie beginnt mit einem Anonymus um 1240. Erster mit Vornamen bekannter Vertreter ist Ludwig von Schwalbach, Komtur des Deutschen Ordens in Sachsenhausen um 1275.
Die Familie hatte Besitzungen im Taunus und Rheingau und im Busecker Tal bei Gießen. In der landgräflichen  Wasserburg Gießen, der Reichsburg  Friedberg, der Burg Cleeberg sowie in der landgräflichen Burg  Marburg stellte sie Burgmannschaften und hatte Burgsitze. Der Gießener Burgsitz ist als  Wallenfels´sches Haus erhalten.
Die Schwalbachs gehörten zum Ritterbund Gesellschaft mit dem Esel.

## Wappen
In rot drei silberne, schrägrechts übereinander gelegte Ringe. Als Helmzier zwei schwarz-silberne Büffelhörner über zwei roten Büffelohren mit drei silbernen Ringen. Helmdecke in rot und silber.

## Namensträger
- Conrad von Schwalbach († nach 1405), 1405 Komtur der Johanniterkommende Tobel
- Girnant von Schwalbach († nach 1440) zu Kleberg, 1440 Pilgerfahrt nach Jerusalem, Verfasser einer „Reise zum Heiligen Grab“
- Konrad von Schwalbach († 1534),[2] 1495 Hofmeister in Rhodos, 1501, 1528 Komtur der Johanniterkommende Tobel, 1512 Großbailli, 1523 fälschlich für tot gehalten, Auseinandersetzung mit Georg Schilling von Cannstatt, zog sich bis 1525 nach Feldkirch zurück, auch Komtur in Rottweil und Überlingen
- Georg von Schwalbach († 1529), Generalvikar und Dompropst im Fürstbistum Speyer
- Gernand (Bernard; Gerhardus; Gernhandus) von Schwalbach († um 1551), Kanoniker in Brüssel, 1532 immatrikuliert in Heidelberg, 1533 Doktorpromotion, seit 1536 Dekan des Ritterstifts Comburg
- Georg Melchior von Schwalbach (-16. April 1598), Deutschordensritter, Komturamtsverwalter in Würzburg, erstochen von Wolff Adam von Steinau genannt Steinrück
- Gernand von Schwalbach (1545–1601), kurfürstlich mainzischer und fuldischer Rat, Amtmann zu Königstein
- Adam von Schwalbach (1519–1573), 1567 bis 1573 Großmeister/Großprior des Johanniter-Ordens, Reichsfürst von Herrschaft Heitersheim
- Volbert (Volprecht) von Schwalbach († 1602), 1551 Aufnahme in den Deutschen Orden, 1566 bis 1569 Komtur von Heilbronn, seit 1566 Landkomtur der Ballei Franken, Komtur zu Ellingen und Nürnberg
- Johann Friedrich von Schwalbach (* 1567/68; † 1622), Fürstabt von Fulda 1606–1622
- Bernhard Wilhelm von Schwalbach (* um 1575/80; † 1639), Komtur des Deutschen Ordens in Rothenburg (1607–1609) und Winnenden, ab 1616 (gewählt), 1625 vom Würzburger Bischof bestätigt Propst von Zella und Neuenberg, ab 1619 Propst zu Holzkirchen, Küchenmeister im Stift Fulda, „Vetter“ des Fürstabts, 1629 Flucht nach Köln, 1633 Dechant des Stiftskapitels zu Fulda
- Gernand Philipp von Schwalbach (1579–1647), kurmainzischer, fürstäbtlich fuldischer, fürstbischöflich würzburgischer und kaiserlicher Rat, Amtmann zu Dieburg
- Johann Melchior von Schwalbach (1581–1635), Regimentskommandeur unter  Gustav II. Adolf von Schweden, ab 1632 kursächsischer General-Feldzeugmeister und Kommandant der Residenz Dresden und aller Festungen, am 30. Juni 1635 in der Dresdner Sophienkirche beigesetzt